# Стрибки у воду на літніх Олімпійських іграх 1956
Змагання зі стрибків у воду на літніх Олімпійських іграх 1956 в Мельбурні тривали з 30 листопада до 7 грудня в Мельбурнському центрі спорту і розваг. Розіграно 4 комплекти нагород (по 2 серед чоловіків і жінок). Змагалися 60 стрибунів і стрибунок у воду з 16-ти країн.

## Медальний залік
Дисципліни названо згідно з позначеннями Міжнародного олімпійського комітету, але в офіційному звіті їх наведено, відповідно, як «стрибки у воду з трампліна» і «стрибки у воду з вишки».

### Чоловіки
| Дисципліна    | Золото               | Срібло              | Бронза               |
| ------------- | -------------------- | ------------------- | -------------------- |
| Трамплін, 3 м | Боб Клотворті (USA)  | Доналд Гарпер (USA) | Хоакін Капілья (MEX) |
| Вишка, 10 м   | Хоакін Капілья (MEX) | Ґері Тобіан (USA)   | Річард Коннор (USA)  |

### Жінки
| Дисципліна    | Золото              | Срібло                   | Бронза                     |
| ------------- | ------------------- | ------------------------ | -------------------------- |
| Трамплін, 3 м | Пет Маккормік (USA) | Джинні Станьо (USA)      | Ірен Макдоналд (CAN)       |
| Вишка, 10 м   | Пет Маккормік (USA) | Джуно Стовер-Ірвін (USA) | Пола Джин Маєрс-Поуп (USA) |

## Таблиця медалей
| Місце              | Країна             | Золото | Срібло | Бронза | Загалом |
| ------------------ | ------------------ | ------ | ------ | ------ | ------- |
| 1                  | США (USA)          | 3      | 4      | 2      | 9       |
| 2                  | Мексика (MEX)      | 1      | 0      | 1      | 2       |
| 3                  | Канада (CAN)       | 0      | 0      | 1      | 1       |
| Загалом (3 збірні) | Загалом (3 збірні) | 4      | 4      | 4      | 12      |

### Країни-учасниці
- Австралія  (10)
- Австрія  (1)
- Бразилія  (2)
- Канада  (2)
- Чилі  (1)
- Данія  (2)
- Фінляндія  (1)
- Франція  (2)
- Велика Британія  (5)
- Угорщина  (2)
- Ізраїль  (1)
- Японія  (4)
- Мексика  (3)
- СРСР  (11)
- Швеція  (1)
- США  (9)